# Mełeni (przystanek kolejowy)
Mełeni (ukr. Мелені) – przystanek kolejowy w pobliżu miejscowości Majdaniwka, w rejonie korosteńskim, w obwodzie żytomierskim, na Ukrainie. Położony jest na linii Kijów – Korosteń – Kowel.
Nazwa pochodzi od pobliskiej wsi Mełeni.